# Tonga Post

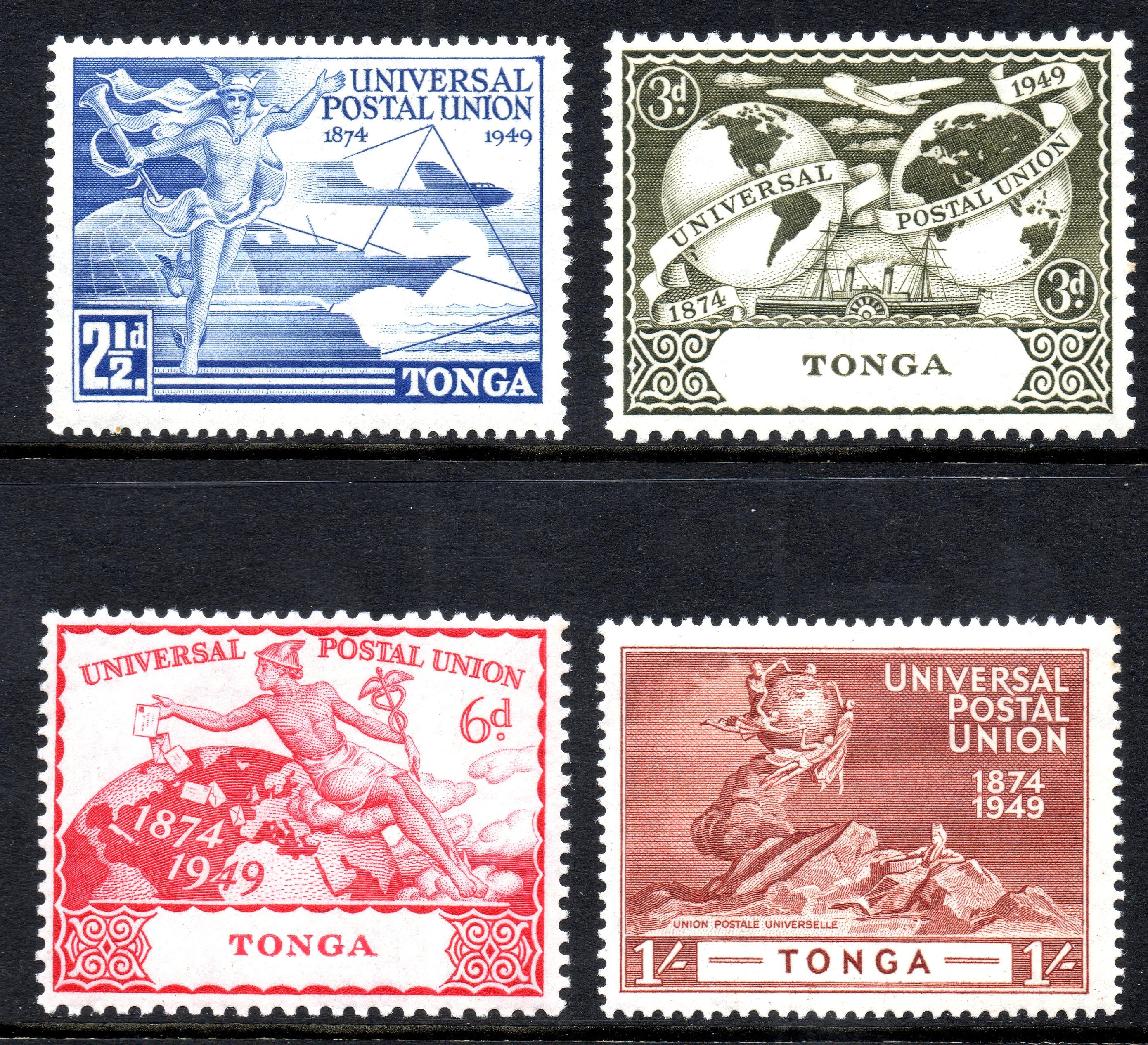
Tongaische Briefmarken (1949)

Tonga Post ist als Limited seit 2006 das staatliche Postunternehmen in Tonga. Das Unternehmen untersteht dem Ministry of Public Enterprises. Tonga Post ist Mitglied des Weltpostvereins (UPU) und der Asian-Pacific Postal Union (APPU).
2013 wurde die ebenfalls staatliche Druckerei Tonga Print übernommen. Sie firmiert seitdem als Tonga Fast Print. Zudem betreibt Tonga Post das Tonga Philatelic Bureau, ein Philateliebüro.
Als einer von nur wenigen Staaten weltweit hat Tonga das what3words-Adressreferenzsystem im Postwesen integriert.